# Star Trek: The Next Generation
Para ver otros usos de Star Trek, ver Star Trek (desambiguación).

Empuje warp

Star Trek: The Next Generation (Star Trek: La nueva generación en España o Viaje a las estrellas: La nueva generación en Hispanoamérica), algunas veces abreviada ST:TNG o TNG, es una serie de ciencia ficción estadounidense creada por Gene Roddenberry. Se emitió originalmente del 28 de septiembre de 1987 al 23 de mayo de 1994, en distribución, y abarcó 178 episodios en siete temporadas. La tercera serie de la franquicia Star Trek, se inspiró en Star Trek: The Original Series. Ambientada en el último tercio del siglo XXIV, cuando la Tierra forma parte de la Federación Unida de Planetas, sigue las aventuras de una nave de la Flota Estelar, la USS Enterprise (NCC-1701-D), en su exploración de los cuadrantes Alfa y Beta de la Vía Láctea.
En la década de 1980, Paramount Pictures encargó a Roddenberry, responsable de la Star Trek original, Star Trek: The Animated Series (1973-1974) y la primera de una serie de películas, la tarea de crear una nueva serie de la franquicia. Decidió situarlo un siglo después de los acontecimientos de su serie original. The Next Generation contó con una nueva tripulación: Patrick Stewart como el Capitán Jean-Luc Picard, Jonathan Frakes como William Riker, Brent Spiner como Data, Michael Dorn como Worf, LeVar Burton como Geordi La Forge, Marina Sirtis como Deanna Troi, Gates McFadden como Dra. Beverly Crusher, Denise Crosby como Tasha Yar, Wil Wheaton como Wesley Crusher y una nueva Enterprise.
Roddenberry, Maurice Hurley, Rick Berman, Michael Piller y Jeri Taylor fueron productores ejecutivos en varios momentos a lo largo de su producción. La serie fue emitida desde el primer momento en sindicación, con días y horarios que diferían según la estación de televisión emisora. El programa obtuvo un considerable número de seguidores durante su transmisión, y como su predecesora, permaneció popular en las reediciones; llegando a casi 12 millones de espectadores en su quinta temporada, y el final de la serie en 1994 fue visto por más de 30 millones de espectadores.  Fue la primera de varias series (las que la siguieron fueron Star Trek: Deep Space Nine, Star Trek: Voyager, y Star Trek: Enterprise) que mantuvieron episodios de Star Trek al aire en forma ininterrumpida hasta 2005.
La nueva generación ganó 18 Premios Emmy, y en su séptima temporada se convirtió en la primera serie en sindicación en ser nominada al Emmy como Mejor Serie Dramática. Fue nominada para tres Premios Hugo, ganando dos, convirtiéndose en la primera serie de televisión desde Star Trek: la serie original en recibir ese reconocimiento.  Esta serie también sirvió de base para la realización de cuatro películas: Star Trek: Generations (1994), Star Trek: First Contact (1996), Star Trek: Insurrection (1998) y Star Trek: Nemesis (2002); además el elenco regresó para la serie Star Trek: Picard.
En 2013, el Writers Guild of America clasificó a Star Trek: The Next Generation en el puesto 79, junto con Upstairs, Downstairs, Monty Python's Flying Circus y Alfred Hitchcock Presents, en su lista de las 101 series de televisión mejor escritas.

## Producción
Debido a la popularidad de la serie original en la distribución, Paramount Pictures comenzó a considerar hacer una película de Star Trek ya en 1972. Sin embargo, con el lanzamiento de Star Wars en 1977, Paramount decidió no competir en la categoría de películas de ciencia ficción y centró sus esfuerzos en una nueva serie de televisión de Star Trek. Se contactó a los actores de la serie original para que repitieran sus papeles; Se crearon bocetos, modelos, decorados y accesorios para Star Trek: Phase II hasta que Paramount volvió a cambiar de opinión y decidió crear largometrajes protagonizados por el elenco de la Serie Original. 
Para 1986, 20 años después del debut de la serie original, la longevidad de la franquicia asombró a los ejecutivos de Paramount Pictures. El presidente Frank Mancuso Sr. observó que "la vida útil de este negocio suele ser de tres días. Para florecer durante 20 años...". Él y otros describieron Trek como la "joya de la corona" del estudio, un "activo invaluable" que "no debe ser desperdiciado". La serie fue el programa de televisión sindicado más popular 17 años después de la cancelación,  y las películas de Star Trek de la era de la serie original producidas por Harve Bennett obtuvieron buenos resultados en taquilla.  Las demandas salariales de William Shatner y Leonard Nimoy para la película Star Trek IV: The Voyage Home (1986) hicieron que el estudio planificara una nueva serie de televisión de Star Trek. A los ejecutivos de Paramount les preocupaba que una nueva serie pudiera perjudicar la demanda de las películas, pero decidieron que aumentaría su atractivo en videocasetes y cable, y que una serie con actores desconocidos sería más rentable que pagar grandes sumas a los actores de las películas.  Roddenberry inicialmente se negó a participar, pero se unió como creador después de no estar satisfecho con el trabajo conceptual inicial. Star Trek: The Next Generation se anunció el 10 de octubre de 1986, y su elenco en mayo de 1987.
Roddenberry contrata a veteranos relacionados con la serie original, incluyendo a Robert H. Justman, D.C. Fontana, Eddie Milkis y David Gerrold. El ejecutivo de Paramount, Rick Berman, fue asignado a la serie a petición de Roddenberry. Las primeras propuestas para la serie incluían una en la que algunos miembros del elenco original de la serie podrían aparecer como "estadistas mayores", y Roddenberry especuló en octubre de 1986 que la nueva serie podría ni siquiera usar una nave espacial, ya que "la gente podría viajar por algún [otro] medio" 100 años después del USS Enterprise. Un cambio más duradero fue su nueva creencia de que los conflictos interpersonales en el lugar de trabajo ya no existirían en el futuro; por lo tanto, la nueva serie no tenía paralelos con las frecuentes "bromas crujientes" entre Kirk, Spock y Leonard McCoy.  Según el actor de la serie Patrick Stewart, Berman fue más receptivo que Roddenberry a la serie que abordaba temas políticos. 
El tema musical de la serie combinó la fanfarria del tema original de la serie de Alexander Courage con el tema de Jerry Goldsmith para Star Trek: The Motion Picture (1979). Las tramas de algunos de los primeros episodios se derivaron de esquemas creados para Star Trek: Phase II. Además, algunos decorados utilizados en las películas de la era de la Serie Original fueron modificados para The Next Generation y, a su vez, se utilizaron para películas posteriores de la Serie Original. Parte de la sala del transportador ambientada en TNG se usó en el conjunto del transportador original de Star Trek.

### Sindicación y rentabilidad
A pesar del éxito comprobado de Star Trek, NBC y ABC sólo se ofrecieron a considerar guiones piloto para la nueva serie, y CBS se ofreció a emitir una miniserie que podría convertirse en serie si le iba bien. Los ejecutivos de Paramount se sintieron ofendidos porque las tres grandes cadenas de televisión trataron su propiedad más atractiva y valiosa como cualquier otra serie. Fox quería que el programa ayudara a lanzar la nueva cadena, pero lo quería para marzo de 1987 y sólo se comprometería con 13 episodios en lugar de una temporada completa. Las negociaciones infructuosas convencieron al estudio de que sólo podría proteger Star Trek con control total.
Paramount aumentó y aceleró la rentabilidad del programa al optar por transmitirlo en distribución de primera ejecución <re>Weinstein, Steve (3 de mayo de 1988). «Newest 'Star Trek' Zooms at Warp Speed: 'Next Generation' Series Scores With Viewers and Critics Alike». Los Angeles Times (en inglés estadounidense). Consultado el 15 de mayo de 2024.</ref> en estaciones independientes (cuyos números se habían más que triplicado desde 1980) y afiliados de la red Big Three. El estudio ofreció el programa a las estaciones locales de forma gratuita como distribución de trueque. Las estaciones vendieron cinco minutos de tiempo comercial a anunciantes locales y Paramount vendió los siete minutos restantes a anunciantes nacionales. Las estaciones tuvieron que comprometerse a comprar reposiciones en el futuro, y sólo aquellas que transmitieron el nuevo programa pudieron comprar las populares reposiciones de la Serie Original. 
La estrategia del estudio tuvo éxito. La mayoría de las 150 estaciones que transmiten reposiciones del Star Trek original querían evitar que un competidor transmitiera el nuevo programa; finalmente, 210 estaciones que cubren el 90% de los Estados Unidos pasaron a formar parte de la red nacional informal de Paramount para TNG.  A principios de octubre de 1987, más de 50 afiliados de la cadena se adelantaron a sus propios programas para la serie piloto, "Encounter at Farpoint". Una estación predijo que "Star Trek promete ser uno de los programas más exitosos de la temporada, ya sea en cadena o sindicados".  Los efectos especiales fueron realizados por Industrial Light and Magic, una división de Lucasfilm. De hecho, el nuevo programa tuvo un buen desempeño; Las calificaciones del piloto fueron más altas que las de muchos programas de la cadena, y las calificaciones se mantuvieron comparables a las de los programas de la cadena al final de la primera temporada, a pesar de la desventaja de que cada estación transmitía el programa en un día y hora diferentes, a menudo fuera del horario de máxima audiencia. Al final de la primera temporada, Paramount supuestamente recibió 1 millón de dólares en publicidad por episodio, más que los aproximadamente 800.000 dólares que las cadenas normalmente pagaban por un programa de una hora; en 1992, cuando el presupuesto para cada episodio había aumentado a casi 2 millones de dólares, el estudio ganaba 90 millones de dólares por publicidad anualmente de los episodios de estreno, y cada comercial de 30 segundos se vendía entre 115.000 y 150.000 dólares. El programa tuvo un retorno de la inversión del 40% para Paramount, con $30 a $60 millones en ganancias netas iniciales anuales para los episodios de primera emisión y otros $70 millones por despojar a los derechos de cada uno de los aproximadamente 100 episodios disponibles en ese momento, por lo que no necesitaban ventas en el extranjero para tener éxito.

## Argumento
El programa sigue las aventuras de la tripulación del USS Enterprise (NCC-1701-D), una nave clase Galaxia. Como nave insignia de la Federación Unida de Planetas, la Enterprise está diseñada para la exploración y la diplomacia, pero preparada para la batalla si fuera necesario. El protagonista de la serie es el conocido y carismático Capitán Jean-Luc Picard, mucho más intelectual y filosófico que el típico protagonista de una serie de ciencia ficción.
Al igual que en la serie original, la tripulación del Enterprise-D va conociendo nuevas y poderosas razas tecnológicamente avanzadas.
La trama de muchos episodios se desenvuelve en torno a viajes en el tiempo, asuntos personales de los protagonistas, desastres naturales en la Galaxia o en planetas y otros argumentos que no requieren necesariamente la aparición de extraterrestres.
La tripulación del Enterprise es más favorable a una negociación pacífica como medio para resolver los conflictos que sus predecesores de TOS.
La Directiva Primaria está presente más a menudo y se intenta seguir a pies juntillas; esta directiva establece que la Federación no debe interferir en el desarrollo de culturas cuyo nivel tecnológico no les permita el viaje interestelar. La necesidad de acatar la Directiva Primaria lleva en muchos casos a disputas entre los protagonistas, ante la necesidad de ayuda que puedan precisar razas que no superen la velocidad de la luz (Velocidad "Warp").
Otra gran diferencia entre "TOS" y "TNG" es la continuidad en las tramas a lo largo de los episodios; esto es: los hechos de un episodio determinan situaciones en episodios posteriores.
Uno de los personajes recurrentes es Q, que abre y cierra la serie, siendo en «Encuentro en Farpoint» el mayor antagonista de la raza humana y colaborando con Picard en «Todas las cosas buenas» en un último esfuerzo de superación humana para salvar la raza. 
Su picardía, su curiosidad y su particular sentido del humor, el valor y el honor hacen de él el antagonista perfecto de Picard y su tripulación, representando todo aquello que la raza humana no es.
Otros personajes secundarios pero recurrentes en TNG, que desarrollan sus propias subtramas son la Alférez Ro y el Teniente Barkley. Ambos personajes comparten entre sí el tener serios problemas de integración, la primera por factores culturales, el segundo por su falta de habilidades sociales, que acaban siendo superados gracias a la tolerancia y respeto a la diferencia del resto de la tripulación.
Razas vistas en la serie original, vuelven a aparecer en TNG, como por ejemplo:
- Klingon: La Federación mantiene ahora una alianza con los klingons, antiguos enemigos, pese a que persisten diferencias culturales y algunas rencillas.
- Romulanos: Una especie de guerra fría con los romulanos continúa durante toda la serie.

Tres nuevas razas enemigas aparecen por primera vez:
- Los ferengi, los Borg y los cardasianos; pese a que los ferengi y los borg fueron vistos en la precuela Star Trek: Enterprise.
- Los borg representan la mayor amenaza en la serie. En el episodio doble Lo mejor de ambos mundos una sola nave borg destruye 39 cruceros de la flota, en la llamada batalla de Wolf 359, y dicha nave continúa rumbo a la Tierra, donde es interceptada a tiempo por el Enterprise.

## Créditos iniciales
La voz en off de Patrick Stewart (Picard) durante los créditos iniciales de cada episodio narra un mensaje similar al de Star Trek: la serie original, pero la expresión «…su misión de cinco años…» fue reemplazada por «…su continua misión…», y el masculino «donde ningún hombre» («no man»), por el neutro «nadie» («no one»):
- El espacio, la frontera final. Estos son los viajes de la nave espacial Enterprise. Su continua misión: explorar extraños nuevos mundos, buscar nuevas formas de vida y nuevas civilizaciones, viajando temerariamente a donde nadie ha llegado antes (Hispanoamérica).

- El espacio, la última frontera. Estos son los viajes de la nave estelar Enterprise, que continúa su misión de exploración de mundos desconocidos, descubrimiento de nuevas vidas y de nuevas civilizaciones; hasta alcanzar lugares donde nadie ha podido llegar (España).

## Reparto
| Reparto principal durante todas las temporadas de la serie |                                           | |                                                | |
| Actor/actriz | Personaje                                 | Doblaje español | Especie                                        | Rango y posición |
| Patrick Stewart | Jean-Luc Picard                           | Camilo García (temporadas 1-3) Claudio Rodríguez (temporada 4) Jordi Royo (temporadas 5-6) Carlos Kaniowsky (temporada 7)                                 | Humano                                         | Capitán; oficial comandante (temporadas 1-7, películas 7-101) |
| Jonathan Frakes | William Riker                             | Gonzalo Abril (temporadas 1-3) Carlos Kaniowsky (temporada 4) Manolo García (temporadas 5-6) Gabriel Jiménez (temporada 7)                                | Humano                                         | Comandante; primer oficial (temporadas 1-7, películas 7-10) |
| LeVar Burton | Geordi La Forge                           | José Posada (temporadas 1-3; 5-6) Eduardo Gutiérrez (temporada 4) Luis Manuel Martín Díaz (temporada 7)                                                   | Humano                                         | Teniente júnior; timonel (temporada 1) Teniente; jefe de ingeniería (temporada 2) Teniente comandante; jefe de ingeniería (temporadas 3-7, películas 7-10)                      |
| Michael Dorn | Worf                                      | Antonio Gómez de Vicente (temporadas 1-3) Antonio Iranzo (temporada 4) Pepe Mediavilla (temporadas 5-6) Pedro Tena (temporada 7)                          | Klingon                                        | Teniente júnior; oficial táctico y timonel (temporada 1) Teniente; jefe de seguridad y oficial táctico (temporadas 2-7) Teniente comandante; jefe de seguridad (películas 7-10) |
| Gates McFadden | Beverly Crusher                           | Rosa Guiñón (temporadas 1-3; 5-6) Licia Alonso (temporada 4) Pepa Castro (temporada 7)                                                                    | Humana                                         | Comandante; oficial médico jefe (temporadas 1, 3-7, películas 7-10) |
| Marina Sirtis | Deanna Troi                               | Marta Tamarit (temporadas 1-3; 5-6) Isabel Donate (temporada 4) Begoña Hernando (temporada 7)                                                             | Mitad Betazoide (madre) / mitad humana (padre) | Teniente comandante; consejera de la nave (temporadas 1-6) Comandante; consejera (temporada 7, películas 7-10)                                                                  |
| Brent Spiner | Data                                      | Luis Fenton (temporadas 1-3; 5-6) Alfonso Laguna (temporada 4) Salvador Aldeguer (temporada 7)                                                            | Androide                                       | Teniente comandante; segundo oficial y oficial de operaciones (temporadas 1-7, películas 7-10)                                                                                  |
| Brent Spiner | Lore                                      | Luis Fenton (temporadas 1-3; 5-6) Alfonso Laguna (temporada 4) Salvador Aldeguer (temporada 7)                                                            | Androide                                       | Hermano de Data (temporadas 1-7) |
| Brent Spiner | B4                                        | Luis Fenton (temporadas 1-3; 5-6) Alfonso Laguna (temporada 4) Salvador Aldeguer (temporada 7)                                                            | Androide                                       | Hermano de Data (Star Trek: Nemesis) |
| Otros miembros del reparto principal durante algunas temporadas |                                           | |                                                | |
| Wil Wheaton | Wesley Crusher                            | José Luis Mediavilla (temporadas 1-3) Claudio Serrano (temporada 4)                                                                                       | Humano                                         | Alférez; timonel (temporadas 1-4, apareció como invitado en las temporadas 5 y 7 y en la película Star Trek: Nemesis)                                                           |
| Denise Crosby | Natasha "Tasha" Yar                       | Nuria Mediavilla (temporadas 1-3) | Humana                                         | Teniente; jefe de seguridad y oficial táctico (temporada 1; apareció como invitada en las temporadas 3 y 7)                                                                     |
| Denise Crosby | Sela                                      | Nuria Mediavilla (temporadas 1-3) | Medio Romulana (padre) / medio humana (madre)  | Comandante romulana (temporadas 4-5). Sela es la hija de una versión alternativa de Tasha Yar2 y un oficial romulano.                                                           |
| Diana Muldaur | Katherine Pulaski                         | María Luisa Solá (temporadas 1-3) | Humana                                         | Comandante; oficial médico jefe (temporada 2) |
| Reparto secundario (miembros recurrentes de la tripulación de la nave y personal de la flota)                                                                                                  |                                           | |                                                | |
| Whoopi Goldberg | Guinan                                    | María Dolores Gispert (temporadas 1-3; 5-6) María Luisa Rubio (temporada 4)                                                                               | El-Auriana                                     | Barman (temporadas 2-6, películas 7 y 10) |
| Colm Meaney | Miles O'Brien                             | Rafael Calvo (temporadas 1-3; 5-6) Ángel Egido (temporada 4) Pablo Adán (temporada 7)                                                                     | Humano                                         | Timonel (temporada 1) Jefe de transportación (temporadas 1-6, apareció como invitado al final de la serie)                                                                      |
| Rosalind Chao | Keiko O'Brien                             | | Humana                                         | Botánica; esposa de Miles O'Brien (temporadas 4-5) |
| Michelle Forbes | Ro Laren                                  | Chus Gil (temporada 4) María Jesús Lleonart (temporada 5-6) Beatriz Berciano (temporada 7)                                                                | Bajorana                                       | Alférez; timonel (temporadas 5-7) |
| Patti Yasutake | Alyssa Ogawa                              | | Humana                                         | Enfermera y ayudante de Beverly Crusher (temporadas 4-7, películas 7-8) |
| Dwight Schultz | Reginald "Reg" Barclay                    | | Humano                                         | Teniente; técnico de diagnóstico e ingeniero de sistemas (temporadas 3-7, Star Trek: First Contact)                                                                             |
| Majel Barrett | Lwaxana Troi Voz del ordenador de la nave | | Betazoide IA                                   | Embajadora; madre de Deanna Troi (temporadas 1-7) Voz del ordenador (temporadas 1-7)                                                                                            |
| Lanei Chapman | Sariel Rager                              | | Humana                                         | Alférez; timonel (temporadas 4 y 6) |
| Scott Trost | Shipley                                   | | Humano [cita requerida]                        | Alférez; transportación/ingeniero: equipo de diagnóstico (temporadas 3-6) |
| Cameron Oppenheimer | Kellog                                    | | Humano [cita requerida]                        | Oficial de seguridad (temporadas 4-7, películas 7-8) |
| Guy Vardaman | Darien Wallace                            | | Humano [cita requerida]                        | Teniente; ingeniero y timonel (temporadas 1-7, películas 7-8) |
| Michael Braveheart | Martínez                                  | | Humano [cita requerida]                        | Oficial médico (temporadas 2-7, películas 7 y 9) |
| Julie Warner | Christy Henshaw                           | | Humana                                         | Oficial de operaciones (temporada 3) |
| Otros |                                           | |                                                | |
| John de Lancie | Q                                         | José Antonio Ceínos (temporada 1) Jesús Ferrer (temporada 1-3) Víctor Valverde (temporada 4) Armando Carreras (temporada 6) Abraham Aguilar (temporada 7) | Q                                              | Un ser todopoderoso que visita el Enterprise. |
| Thad Lamey | Devil (Star Trek)                         | | Devil (Star Trek)                              | Otro ser todopoderoso que visita el Enterprise. |
| ¹ Películas: 7 = Star Trek: Generations, 8 = Star Trek: First Contact, 9 = Star Trek: Insurrection, y 10 = Star Trek: Nemesis. ² Episodio 15 de la tercera temporada (El Enterprise del ayer). |                                           | |                                                | |

## Episodios
Star Trek: The Next Generation tuvo 178 episodios, durante siete temporadas, desde el otoño de 1987 anualmente hasta la primavera de 1994. Al final de esa temporada, el elenco pasó a la producción de la película de Star Trek Generations, que se estrenó a fines de 1994.
| Temporada | Temporada | Episodios | Episodios | Emisión original         | Emisión original    |
| Temporada | Temporada | Episodios | Episodios | Primera emisión          | Última emisión      |
| --------- | --------- | --------- | --------- | ------------------------ | ------------------- |
|           | 1         | 26        | 26        | 28 de septiembre de 1987 | 16 de mayo de 1988  |
|           | 2         | 22        | 22        | 21 de noviembre de 1988  | 17 de junio de 1989 |
|           | 3         | 26        | 26        | 25 de septiembre de 1989 | 18 de junio de 1990 |
|           | 4         | 26        | 26        | 24 de septiembre de 1990 | 17 de junio de 1991 |
|           | 5         | 26        | 26        | 23 de septiembre de 1991 | 15 de junio de 1992 |
|           | 6         | 26        | 26        | 21 de septiembre de 1992 | 21 de junio de 1993 |
|           | 7         | 26        | 26        | 20 de septiembre de 1993 | 23 de mayo de 1994  |

## Recepción
El promedio de 20 millones de espectadores de The Next Generation a menudo superó tanto los éxitos de distribución existentes como Wheel of Fortune como los éxitos de la cadena como Cheers y LA Law. Beneficiándose en parte de la decisión de muchas estaciones de transmitir cada nuevo episodio dos veces por semana, se ubicó constantemente entre los diez primeros entre los dramas de una hora de duración, y las cadenas no pudieron evitar que los afiliados se adelantaran a sus programas con The Next Generation u otros dramas que imitaran. su estrategia de sindicación.  Star Trek: The Next Generation recibió 18 premios Emmy y, en su séptima temporada, se convirtió en el primer y único programa de televisión sindicado en ser nominado al Emmy a la Mejor Serie Dramática. Estuvo nominada a tres premios Hugo y ganó dos. El episodio de la primera temporada "The Big Goodbye" también ganó el Premio Peabody a la excelencia en programación televisiva.
En 1997, el episodio "The Best of Both Worlds, Part I" ocupó el puesto 70 en los 100 mejores episodios de todos los tiempos de TV Guide.  En 2002, Star Trek: The Next Generation ocupó el puesto 46 en la lista de los 50 mejores programas de televisión de todos los tiempos de TV Guide,  y en 2008, ocupó el puesto 37 en la lista de Empire de los 50 Los mejores programas de televisión. 
El 7 de octubre de 2006, uno de los tres modelos de filmación originales del USS Enterprise -D utilizados en el programa se vendió en una subasta de Christie's por 576.000 dólares, lo que lo convirtió en el artículo más vendido del evento.  El comprador del modelo fue el cofundador de Microsoft, Paul Allen, propietario del Museo de Cultura Pop de Seattle. El modelo se exhibe en el Museo de Ciencia Ficción.
En 2012, Entertainment Weekly incluyó el programa en el puesto número 7 entre los "25 mejores programas de televisión de culto de los últimos 25 años", diciendo: "El Star Trek original era una televisión de culto antes de que la televisión de culto existiera, pero es más joven y elegante". "La descendencia trajo, sí, una nueva generación al redil Trekker y reavivó la promesa de la ciencia ficción en la televisión".  Aunque TNG desarrolló un culto de seguidores, también se destacó por su audiencia general en horario de máxima audiencia.
En 2017, Vulture clasificó a Star Trek: The Next Generation como el segundo mejor programa de televisión de acción en vivo de Star Trek. 
En 2019, Popular Mechanics clasificó a Star Trek: The Next Generation como el tercer mejor programa de televisión de ciencia ficción de la historia. 
En 2021, la revista Empire lo clasificó como el 17.º mejor programa de televisión de la historia.  Señalan que fue difícil seguir la reputación de la serie original, pero la serie encontró su base y allanó el camino para más spin-offs.

## Medios domésticos
Star Trek aprovechó el surgimiento de las tecnologías de vídeo doméstico que adquirieron importancia en la década de 1980 como una nueva vía de ingresos y promoción. Star Trek: The Next Generation se lanzó parcial o totalmente en medios VHS, Betamax, LaserDisc, DVD y Blu-ray.

### VHS
Todos los episodios de Star Trek: The Next Generation estuvieron disponibles en casetes VHS a partir de 1991. La serie completa se lanzó gradualmente en VHS durante los siguientes años durante el resto de la ejecución del programa y después de que terminó.
El VHS para TNG estaba disponible por correo, normalmente con dos episodios por casete.

### Beta
Algunos episodios tuvieron lanzamientos en formato de cinta de vídeo Betamax. Los lanzamientos de todas las publicaciones Betamax, incluidas las de Star Trek: The Next Generation, se detuvieron a principios de la década de 1990.

### DVD
La primera temporada fue lanzada en DVD en marzo de 2002. A lo largo del año fueron lanzadas las restantes seis temporadas, siendo el lanzamiento de la séptima temporada en diciembre de 2002. Para conmemorar el 20° aniversario de la serie, CBS y Paramount Home Entertainment puso a la venta "Star Trek: The Next Generation - The Complete Series" el 2 de octubre de 2007. El DVD box set contenía 49 discos.

### Blu-ray
CBS anunció el 28 de septiembre de 2011, en celebración del vigésimo quinto aniversario de la serie, que Star Trek: The Next Generation sería completamente remasterizado en alta definición de 1080p a partir de los negativos originales de la película de 35 mm. El programa original fue editado y posprocesado en definición estándar para su transmisión, al igual que todos los efectos visuales del programa (por ejemplo, todas las tomas exteriores del Enterprise, disparos de fáser o fundidos de aparición y desaparición radiantes). Para la remasterización se reescanearon y reeditaron casi 25.000 carretes de película original, y todos los efectos visuales se recompusieron digitalmente a partir de negativos originales de gran formato y tomas CGI recién creadas. El lanzamiento estuvo acompañado de 7.1 DTS Master Audio. Michael Okuda cree que este es el proyecto de restauración de películas más grande jamás intentado.  El proceso de realización de versiones de alta definición de la serie fue una prueba extraordinariamente laboriosa que le costó a Paramount Pictures más de 12 millones de dólares. El proyecto fue un fracaso financiero y resultó en que Paramount decidiera firmemente no darle el mismo trato a Deep Space Nine y Voyager. 

## Legado
Después de que la serie concluyera en 1994, Paramount realizó cuatro películas basadas en la nueva generación:
- Star Trek: Generations (1994)
- Star Trek: First Contact (1996)
- Star Trek Insurrection (1998)
- Star Trek: Nemesis (2002)

Se iniciaron tres series seguidas de Star Trek tras la nueva generación:
- Star Trek: Deep Space Nine (1993-1999)
- Star Trek: Voyager (1995-2001)
- Star Trek: Enterprise (2001-2005)

Dieciocho años después de la última película, se lanza Star Trek: Picard (2020) con el regreso de Patrick Stewart como Jean-Luc Picard como despedida de la saga, cerrando algunos hilos de la serie y de las películas, incluyendo en la última temporada al reparto principal.

## Emisiones en otros países
México: Central 4, Canal 5, Galavision y Televisa Regional
 El Salvador: Canal 4, Canal 6
 Guatemala: Canal 3
 Honduras: Canal 5 El Líder
 Nicaragua: Canal 2
 Costa Rica: Teletica
 Panamá: RPC TV Canal 4
 Argentina: El Trece (Argentina)
 Chile: Mega, TVN
 Perú: ATV, América Televisión
 Ecuador: Ecuavisa (1994)
 Colombia: RCN Television
 Venezuela: Venevisión, Televen
 Brasil: SBT, Rede Record
 Bolivia: Red Uno
 Paraguay: SNT
 Uruguay: Saeta TV Canal 10
 República Dominicana: Telesistema 11
 España: La 1, Buzz
 América Latina: Syfy y Netflix